# Secret Touch
Secret Touch är en låt av den kanadensiska progressiva rockbandet Rush. Den släpptes som en singel den 10 juli 2002 och var tidigare släppt som den åttonde låten på albumet Vapor Trails  släppt 14 maj 2002. 
Rush spelade "Secret Touch" 187 live totalt. De slutade spela låten efter 2007.